# Isla de Maipo
Isla de Maipo – miasto w Chile, w regionie Region Metropolitalny Santiago, w prowincji Talagante.